# Ла-Пуерта (Техас)
Ла-Пуерта (англ. La Puerta) — переписна місцевість (CDP) в США, в окрузі Старр штату Техас. Населення — 638 осіб (2020).

## Географія
Ла-Пуерта розташована за координатами 26°20′49″ пн. ш. 98°45′2″ зх. д. / 26.34694° пн. ш. 98.75056° зх. д. (26.346816, -98.750524).  За даними Бюро перепису населення США в 2010 році переписна місцевість мала площу 0,82 км², уся площа — суходіл.

## Демографія
Згідно з переписом 2010 року, у переписній місцевості мешкали 632 особи в 163 домогосподарствах у складі 147 родин. Густота населення становила 769 осіб/км².  Було 179 помешкань (218/км²).
Расовий склад населення:
| - 98,4 % — білих - 1,1 % — корінних американців |

До двох чи більше рас належало 0,0 %. Частка іспаномовних становила 98,7 % від усіх жителів.
За віковим діапазоном населення розподілялося таким чином: 36,9 % — особи молодші 18 років, 55,7 % — особи у віці 18—64 років, 7,4 % — особи у віці 65 років та старші. Медіана віку мешканця становила 26,3 року. На 100 осіб жіночої статі у переписній місцевості припадало 87,5 чоловіків;  на 100 жінок у віці від 18 років та старших — 83,9 чоловіків також старших 18 років.
Середній дохід на одне домашнє господарство  становив 41 711 долар США (медіана — 31 250), а середній дохід на одну сім'ю — 48 991 долар (медіана — 43 493). За межею бідності перебувало 26,9 % осіб, у тому числі 47,9 % дітей у віці до 18 років та 0,0 % осіб у віці 65 років та старших.
Цивільне працевлаштоване населення становило 150 осіб. Основні галузі зайнятості: освіта, охорона здоров'я та соціальна допомога — 48,7 %, роздрібна торгівля — 12,0 %, гуртова торгівля — 10,7 %, сільське господарство, лісництво, риболовля — 10,7 %.